# Papamosques de Zappey
El papamosques de Zappey (Cyanoptila cumatilis) és una espècie d'ocell de la família dels muscicàpids (Muscicapidae) de l'est asiàtic. Nidifica al centre de la Xina i hiverna a la península de Malaisia, Sumatra i Java. El seu estat de conservació es considera gairebé amenaçat.
Anteriorment es considerava que era una subespècie del papamosques blau.
El nom específic de Zappey fa referència a Walter Reeves Zappey (1878-1914), col·leccionista nord-americà de la Universitat Harvard i preparador al Museu de Zoologia Comparada.